# جاي-ستارز فيكتوري فيرسيس
جاي-ستارز فيكتوري فيرسيس (بالإنجليزية: J-Stars Victory VS)‏ (باليابانية: ジェイスターズ ビクトリーバーサス)، هي لعبة فيديو طورها استوديو سبايك شونسوفت، ونشرتها شركة بانداي نامكو إنترتينمنت اليابانية سنة 2014، وهي لعبة فيديو تجمع شخصيات الأنمي والمانغا الشهيرة مثل دراغون بول وهوكتو نو كين وناروتو وغيرها، حيث تتقاتل هذه الشخصيات للفوز في لعبة البطولات الكبرى.

## المواقع الخارجية
- Official website
- الموقع الرسمي
 (بالإنجليزية)